# Kálmán Markovits

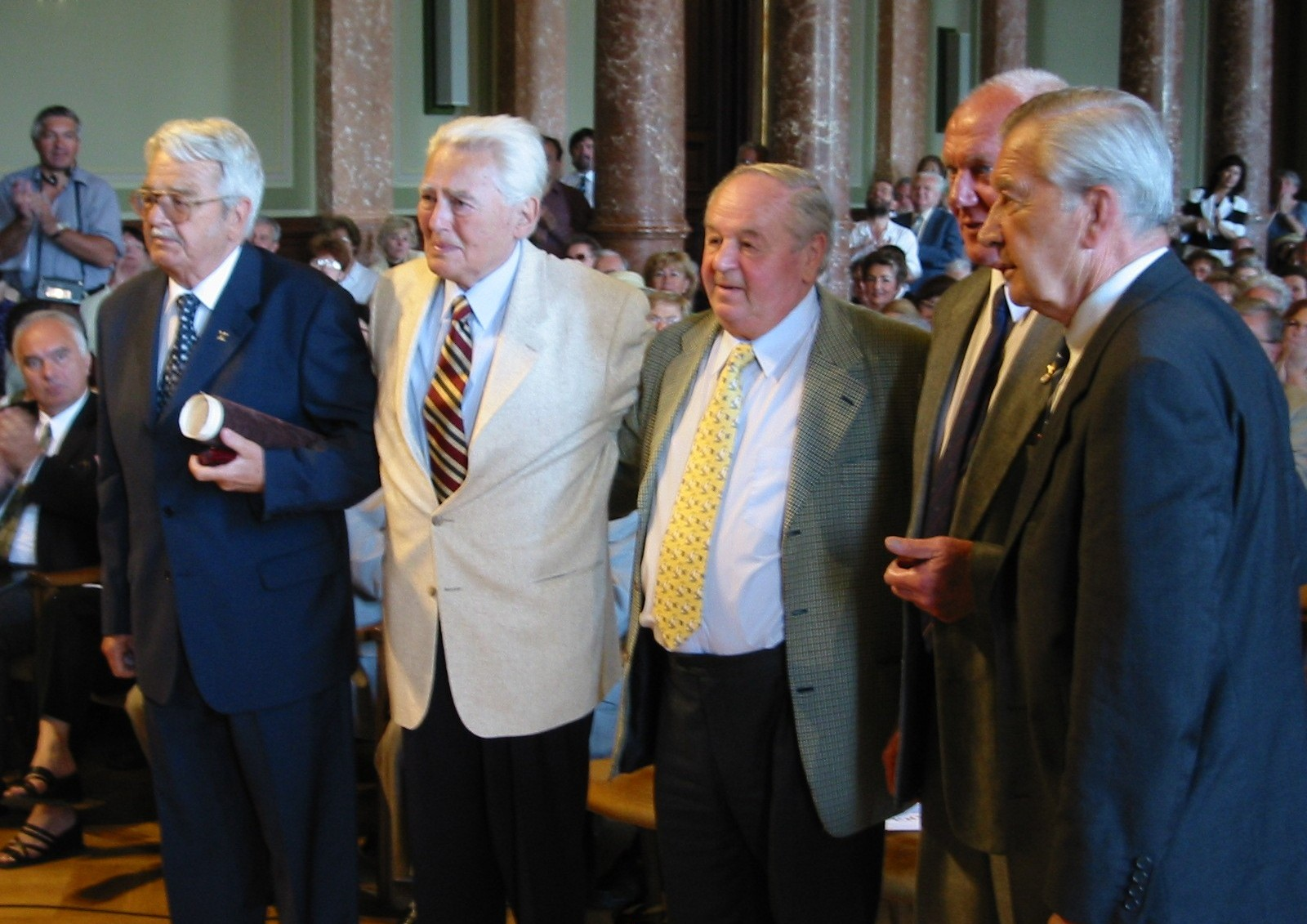
Fünf Olympiasieger von 1956 im Jahr 2004 (von links nach rechts): Jeney, Markovits, Kárpáti, Bolvári und Gyarmati

Graf Kálmán Markovits von Spizza und Kisterpest (* 26. August 1931 in Budapest; † 5. Dezember 2009) war ein ungarischer Wasserballspieler.
Er wurde mit der ungarischen Wasserball-Nationalmannschaft 1952 und 1956 Olympiasieger und gewann bei den Spielen 1960 Bronze. 1954, 1958 und 1962 wurde Markovits mit der ungarischen Mannschaft Europameister. Nachdem 1956 der Ungarische Volksaufstand blutig niedergeschlagen worden war, gehörte Markovits zu den fünf Spielern, die nach den Olympischen Spielen 1956 unmittelbar nach Ungarn zurückkehrten. Insgesamt bestritt er 132 Länderspiele für Ungarn. 
Nach seiner aktiven Laufbahn war Kálmán Markovits als Trainer tätig. 1981 holte CN Barcelona unter seiner Leitung den Supercup. Im Jahr 1994 wurde er in die Ruhmeshalle des internationalen Schwimmsports aufgenommen.
Sein Sohn László Markovits nahm als professioneller Tennisspieler an drei Olympischen Sommerspielen teil.